# Lijst van Europese wedstrijden van Chemnitzer FC
De Duitse voetbalclub Chemnitzer FC speelt sinds 1967 wedstrijden in Europese competities, aanvankelijk onder de naam FC Karl-Marx-Stadt. Hieronder volgt een overzicht van de gespeelde wedstrijden per seizoen.

## Overzicht
Uitslagen vanuit gezichtspunt Chemnitzer FC
| Seizoen                                                    | Competitie         | Ronde              | Land                 | Club               | Totaalscore        | 1e W               | 2e W               | PUC                |
| FC Karl-Marx-Stadt                                         | FC Karl-Marx-Stadt | FC Karl-Marx-Stadt | FC Karl-Marx-Stadt   | FC Karl-Marx-Stadt | FC Karl-Marx-Stadt | FC Karl-Marx-Stadt | FC Karl-Marx-Stadt | FC Karl-Marx-Stadt |
| ---------------------------------------------------------- | ------------------ | ------------------ | -------------------- | ------------------ | ------------------ | ------------------ | ------------------ | ------------------ |
| 1967/68                                                    | Europacup I        | 1R                 | Vlag van België      | RSC Anderlecht     | 2-5                | 1–3 (T)            | 1–2 (U)            | 0.0                |
| 1989/90                                                    | UEFA Cup           | 1R                 | Vlag van Portugal    | Boavista FC        | 3-2                | 1–0 (T)            | 2–2 nv (U)         | 5.0                |
|                                                            |                    | 2R                 | Vlag van Zwitserland | FC Sion            | 5-3                | 1–2 (U)            | 4–1 (T)            | 5.0                |
|                                                            |                    | 1/8                | Vlag van Italië      | Juventus FC        | 1-3                | 1–2 (U)            | 0–1 (T)            | 5.0                |
| Chemnitzer FC                                              |                    |                    |                      |                    |                    |                    |                    |                    |
| 1990/91                                                    | UEFA Cup           | 1R                 | Vlag van Duitsland   | Borussia Dortmund  | 0-4                | 0–2 (U)            | 0–2 (T)            | 0.0                |
| Totaal aantal behaalde punten voor UEFA coëfficiënten: 5.0 |                    |                    |                      |                    |                    |                    |                    |                    |

Zie ook
- Deelnemers UEFA-toernooien Oost-Duitsland
- Ranglijst van alle clubs die in de diverse Europa Cups zijn uitgekomen